# De to Guldgravere
De to Guldgravere è un cortometraggio muto del 1909 diretto e interpretato da Viggo Larsen.

## Produzione
Il film fu prodotto dalla Nordisk Film Kompagni.

## Distribuzione
Uscì nelle sale cinematografiche danesi nel 1909.